# Cara Dušana
Ne doit pas être confondu avec Cara Dušana (Zemun).
La rue Cara Dušana (en serbe cyrillique : Цара Душана), est une rue de Belgrade, la capitale de la Serbie, située dans la municipalité urbaine de Stari grad.
Elle est ainsi nommée en l'honneur de l'empereur Stefan Dušan (1308-1355). La rue Cara Dušana est la rue principale du quartier de Dorćol.

## Parcours
La rue Cara Dušana naît au carrefour de la rue Tadeuša Košćuška et du Bulevar Vojvode Bojovića. Elle s'oriente vers le sud-ouest et croise les rues Jevrejska et Braće Baruh (à gauche) puis la rue Rige od Fere (sur la droite). Elle continue vers le sud-ouest et traverse la rue Cara Uroša puis croise les rues Kralja Petra (à droite) et Dubrovačka (à gauche) ; elle laisse sur sa droite la rue Višnjićeva et sur sa gauche la rue Knićaninova avant de traverser les rues Kapetan Mišina, Kneginje Ljubice, Dobračina et Dositejeva. Elle laisse ensuite sur sa droite la rue Francuska et sur sa gauche la rue Venizelova et croise la rue Skadarska avant d'aboutir à un grand échangeur qui la relie aux rues Cetinjska et Džordža Vašingtona.

## Architecture

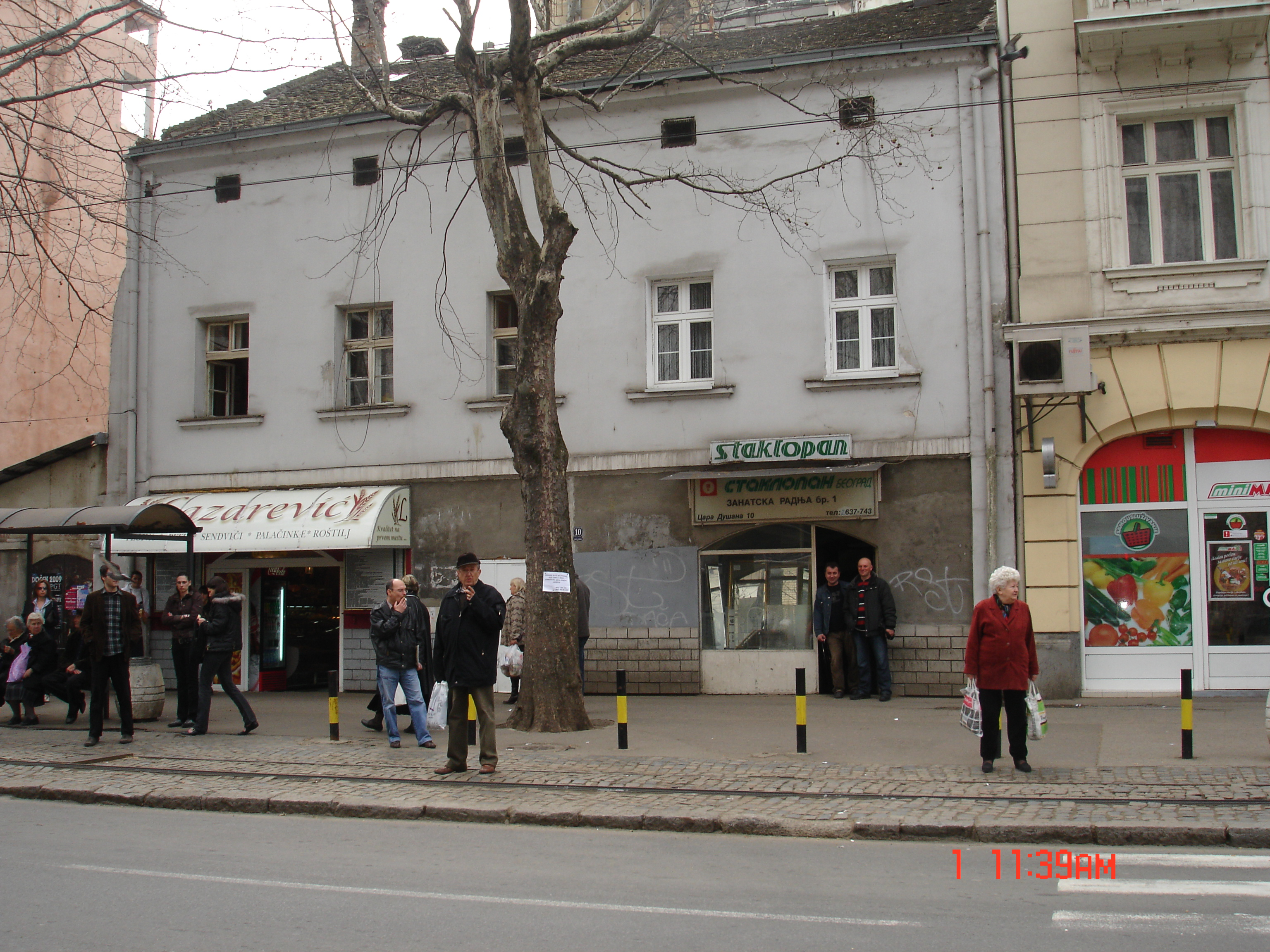
La maison d'Elijas Flajšman, la plus ancienne maison de Belgrade

La maison d'Elijas Flajšman, situé au no 10 de la rue, a été construite entre 1724 et 1727 ; elle est inscrite sur la liste des biens culturels de la ville de Belgrade. Son ancienneté lui vaut le surnom de « plus ancienne maison de Belgrade ».
L'école élémentaire de Dorćol, située au no 23, été construite en 1893 construite en 1893 d'après les plans de l'architecte Milan Kapetanović, dans le style académique du XIXe siècle ; elle est inscrite sur la liste des biens culturels de la ville de Belgrade. La maison de Saint-Sava a été dessinée en 1890 par l'architecte Jovan Ilkić ; la conception d'ensemble de l'édifice et la composition symétrique de sa façade relèvent de l'architecture académique ; en revanche, pour la décoration, la façade principale est dessinée dans un style éclectique, avec des éléments néoromantiques, néorenaissances et néobyzantins. Le bâtiment de l'association Saint-Sava, situé juste à côté au no 11, a été achevé en 1924 selon un projet conçu en 1914 par l'architecte Petar Bajalović dans un style éclectique ; il est également classé.
Le bain des frères Krsmanović, situé au n° 45a, a été construit entre 1901 et les années 1920 sur les vestiges d'un ancien petit bain turc datant probablement du XVIIIe siècle.

## Éducation

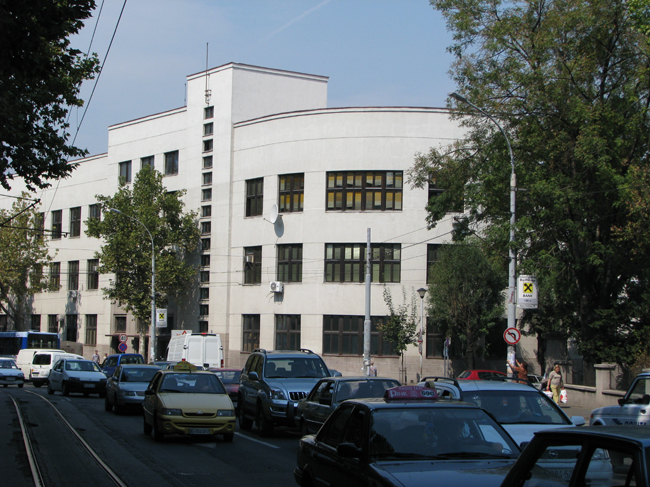
Le Premier lycée de Belgrade

L'école maternelle Dunavsko obdanište se trouve au no 1 de la rue. Le Premier lycée de Belgrade, situé au no 61, a été créé le 18 juin 1839 et fut conçu, à sa création, comme un établissement d'élite.
La faculté de Gestion de la construction (en serbe : Fakultet za graditeljski menadžment) est située aux no 62-64.

## Économie
Plusieurs supermarchés Mini Maxi sont situés rue Cara Dušana, au no 8, au no 18.

## Transport
La rue Cara Dušana est desservie par la société GSP Beograd. Les lignes de tramway 2 (Pristanište – Vukov spomenik – Pristanište), 5 (Kalemegdan – Ustanička) et 10 (Kalemegdan – Banjica) passent dans la rue. On y trouve aussi les lignes de bus 24 (Dorćol - Neimar), 16 (Dorćol – Braće Jerković) et 79 (Dorćol – Mirijevo IV).